# Bella Coola (by)
Bella Coola er et byområde (unincorporated place) i Bella Coola Valley i British Columbia, Canada. Bella Coola refererer normalt til hele dalen, der omfatter bebyggelserne Bella Coola ("the townsite"), Lower Bella Coola, Hagensborg, Salloompt, Nusatsum, Firvale og Stuie. Det er også hjemsted for Central Coast Regional District's administration.
Selve byen havde 162 indbyggere ved den canadiske folketælling i 2021. Hele Bella Coola Valley havde en befolkning på 2.163 ved folketællingen i 2021. Dette var en stigning på 8 % fra folketællingen i 2016, hvor befolkningen var 2.007.[kilde mangler]
Området ved Bella Coola er hjemsted for Nuxalk-folket, som taler sproget nuxalk. Både folket og sproget kaldes også bella coola.

## Geografi
Den primære geografiske enhed i området, både hvad angår fysiske strukturer og befolkningsfordeling, er den lange, smalle Bella Coola-floddal. Bella Coola-floden bugter sig langs den østlige og nordlige udkant af byen, før den udmunder inderst i fjorden North Bentinck Arm.
I de senere år er det bjergrige terræn omkring Bella Coola benyttet til heliskiing. Bella Coola er blevet rangeret som verdens bedste heliskiing-område siden 2017 Flere skiløbsfilm er optaget i området.

## Navn
"Bella Coola" er et eksonym og forvanskning af ordet bḷ́xʷlá på sproget heiltsuk, der betyder "nogen fra Bella Coola" eller "fremmed". Nuxalk -endonymet for den lokale region er "Nuxalk", og endonymet for det specifikke byområde Bella Coola er "Q'umk'uts"  Navnet Bella Coola er blevet brugt til at henvise til hele Bella Coola-dalen, og til tider til hele den etniske region, ikke til nogen særlig by. I stigende grad bruges udtrykket "Nuxalk Territory" for hele regionen, og Bella Coola refererer specifikt til floddalen. Den skotske opdagelsesrejsende Alexander Mackenzie omtalte den som "Rascal's Village".:19 